# Inside Out (película de 2011)
Inside Out es una película de 2011 dirigida por Artie Mandelberg. La película cuenta con Triple H, Michael Rapaport, Parker Posey, Michael Cudlitz, Julie White, Bruce Dern y Jency Griffin. Fue lanzada el 9 de septiembre de 2011.

## Sinopsis
Después de 13 años en prisión, A.J. es liberado y se reconecta con sus ahora amigos casados, Jack y Claire Small. Un disparo accidental trae a A.J. de nuevo a un mundo que tenía la esperanza de dejar atrás.

## Elenco
| - Triple H como Arlo Jayne (A.J.) - Michael Rapaport como Jack Small. - Parker Posey como Claire Small. - Michael Cudlitz como Detective Calgrove. - Julie White como Martha. - Bruce Dern como Vic Small. | - Jency Griffin como Irena. - Juliette Goglia como Pepper Small. - Patricia French como Elizabeth. - Lance E. Nichols como Taxista #3. - J.D. Evermore como Baxter. - James DuMont como Carlo Genova. - Emily D. Haley como Contador. - Grant James como padre de Elizabeth. - Juli Erikson como madre de Carlo. |